# Daniel Turp
Daniel Turp (Verdún, Quebec, 30 de abril de 1955) es un político y abogado canadiense. Se desempeñó como miembro de la Asamblea Nacional de Quebec representando el sector de Mercier del Plateau-Mont-Royal y de la Cámara de los Comunes de Canadá por el distrito de Beauharnois-Salaberry.

## Biografía
Turp estudió Derecho en la Universidad de Montreal y en la Universidad de Ottawa y recibió su licencia legal de Sherbrooke en 1977. Además, completó una maestría en Derecho de la Universidad de Montreal en 1978. Turp comenzó a enseñar en 1982, trabajó para la Agencia Canadiense de Desarrollo Internacional y fue nombrado experto de la Comisión de Bélanger-Campeau sobre el Futuro Constitucional de Quebec.
Después de largos años de estudio, obtuvo su doctorado en Derecho de la Universidad de París II en 1990. Turp se interesa igualmente en derecho internacional y globalización y trabajó como especialista en la Universidad Harvard.
Turp ingresó al Bloc Québécois, convirtiéndose en el presidente de la comisión política de dicho partido durante el mandato de Jean Chrétien. Turp no logró un lugar en la conscripción de Papineau-Saint-Michel en 1996 cuando aspiraba a ser deputado federal. Sin embargo, fue elegido el siguiente año convirtiéndose en miembro a la Cámara de los Comunes de Canadá por el distrito de Beauharnois—Salaberry. Abandonó la política en el año 2000, después de haber completado su 36º periodo en el parlamento canadiense.
En el año 2003, reanudó sus actividades políticas con el partido quebequense aspirando a ser elegido en Mercier el 14 de abril. Turp asumió el rol de portavoz del partido en asuntos de relaciones internacionales y logró un escaño en la Asamblea Parlamentaria de la Comunidad Francoparlante.
En el año 2005, propuso un proyecto de constitución quebequense y firmó el manifiesto por un Quebec solidario. Publicó además numerosos escritos sobre la soberanía de Quebec y sus implicaciones constitucionales. 
Desde 1982 Turp comenzó a enseñar en la Universidad de Montreal. Ha enseñado varios cursos de leyes en la Universidad de París X Nanterre (1986-1996), en el Instituto Internacional de Derechos Humanos de Estrasburgo (1988) y en la Universidad Harvard (1996). También fue director de estudios de la Academia de Leyes Internacionales de La Haya (1995).
Turp ayudó a André Boisclair durante la campaña de liderazgo por el partido quebequense. Su circunscripción se asoció con la séptima circunscripción de París.